# Economia do Rio Grande do Sul

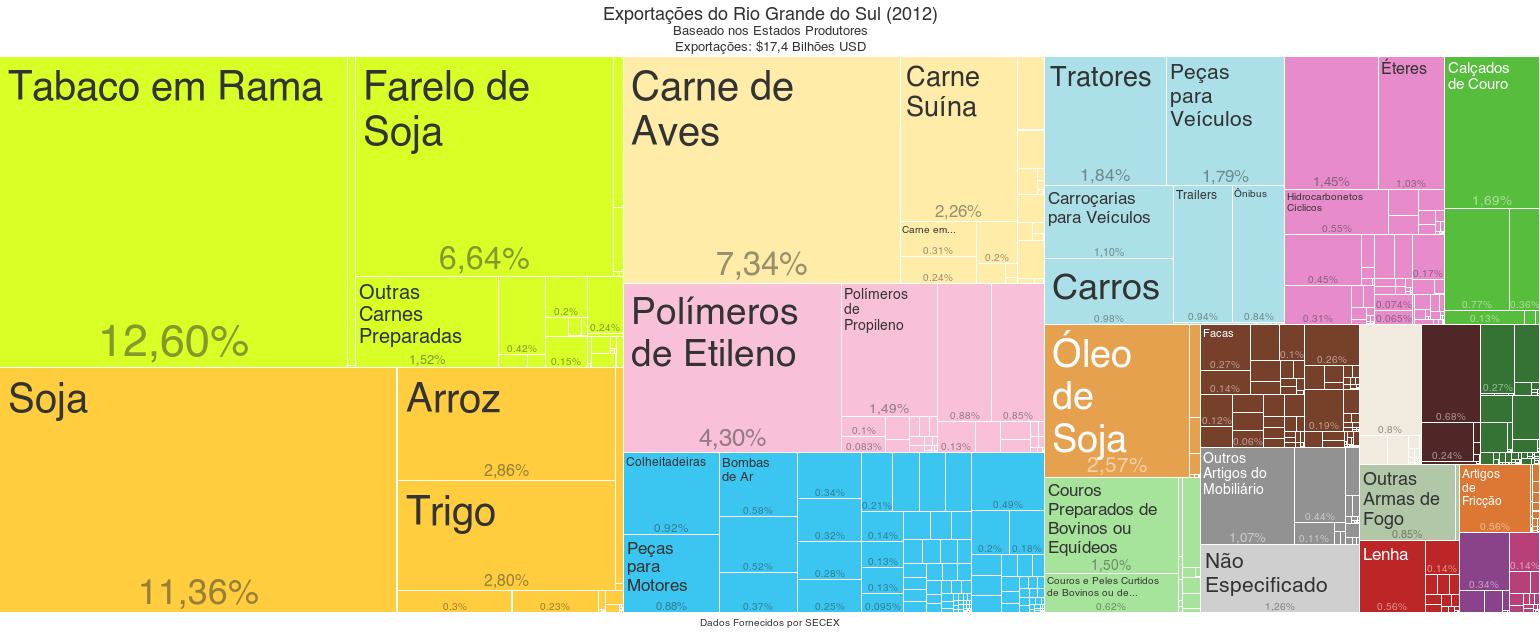
Exportações do Rio Grande do Sul - (2012)

A economia do Rio Grande do Sul é a quarta maior brasileira com um PIB de R$ 357,8 bilhões, atrás somente dos estados de São Paulo, Rio de Janeiro e Minas Gerais. O PIB per capita apresentou crescimento de 42% entre 2010 e 2014, mantendo-se concentrado principalmente no eixo Porto Alegre-Caxias do Sul. Os maiores PIB per capita gaúchos estão em municípios pouco populosos e com grande participação da indústria na economia. Triunfo tem o maior PIB per capita (R$184.668), devido à indústria petroquímica, enquanto que Alvorada tem o menor: R$10.637. O setor de serviços contribui com a maior parte do PIB gaúcho. O VAB de serviços foi responsável por 58,8% do PIB do Rio Grande do Sul em 2015.
Entre os principais produtos agrícolas gaúchos, destacam-se o arroz (8,7 milhões de toneladas), a soja (15,7 milhões de toneladas), o milho (5,5 milhões de toneladas), a mandioca (1,2 milhão de toneladas), a cana-de-açúcar (1 milhão de toneladas), a laranja (350 mil toneladas) e o alho (24 mil toneladas).
No Rio Grande do Sul, destacam-se os rebanhos bovino (13,9 milhões de cabeças), ovino (3,9 milhões de cabeças) e suíno (6,8 milhões de cabeças). Além disso, a criação de galináceos chega a 112 milhões de aves. O estado é também o segundo maior produtor de leite no Brasil, respondendo por 13% da produção nacional.
O estado abriga grandes reservas de carvão mineral e de calcário. A extração de água mineral é também importante (aproximadamente 92 milhões de litros anuais).
O parque industrial gaúcho dedica-se principalmente aos ramos petroquímico, tabagista, de calçados, de construção, de alimentos, automobilístico e Indústria Naval. Segundo o Ministério do Desenvolvimento, Indústria e Comércio, que revelam que em 2012 os principais produtos exportados pelo estado foram o Tabaco em Rama (12,60%), Soja (11,36%), Carne de Aves (7,34%), Farelo de Soja (6,64%) e Polímeros de Etileno (4,30%).
Graças às paisagens diversificadas, o Rio Grande do Sul atrai turistas por diversos propósitos. Há, no extremo norte, as praias de Torres, vizinhas ao Parque Nacional de Aparados da Serra, que tem se destacado como importante destino de ecoturismo. Os turismos gastronômico (na região de Bento Gonçalves, produtora de vinho) e histórico (na região das missões jesuíticas de São Borja e São Miguel) também são dignos de menção. A capital, Porto Alegre, além de centro cultural de relevância nacional, tem servido de sede de grandes encontros internacionais, especialmente para assuntos relacionados ao Mercosul.
O Rio Grande do Sul dispõe de extensa malha ferroviária, que serve todo o seu território. Além disso, destaca-se a rede de estradas federais e estaduais, que soma aproximadamente 152,2 mil quilômetros. Porém, apenas 10,3 mil quilômetros são pavimentados.

## Agropecuária

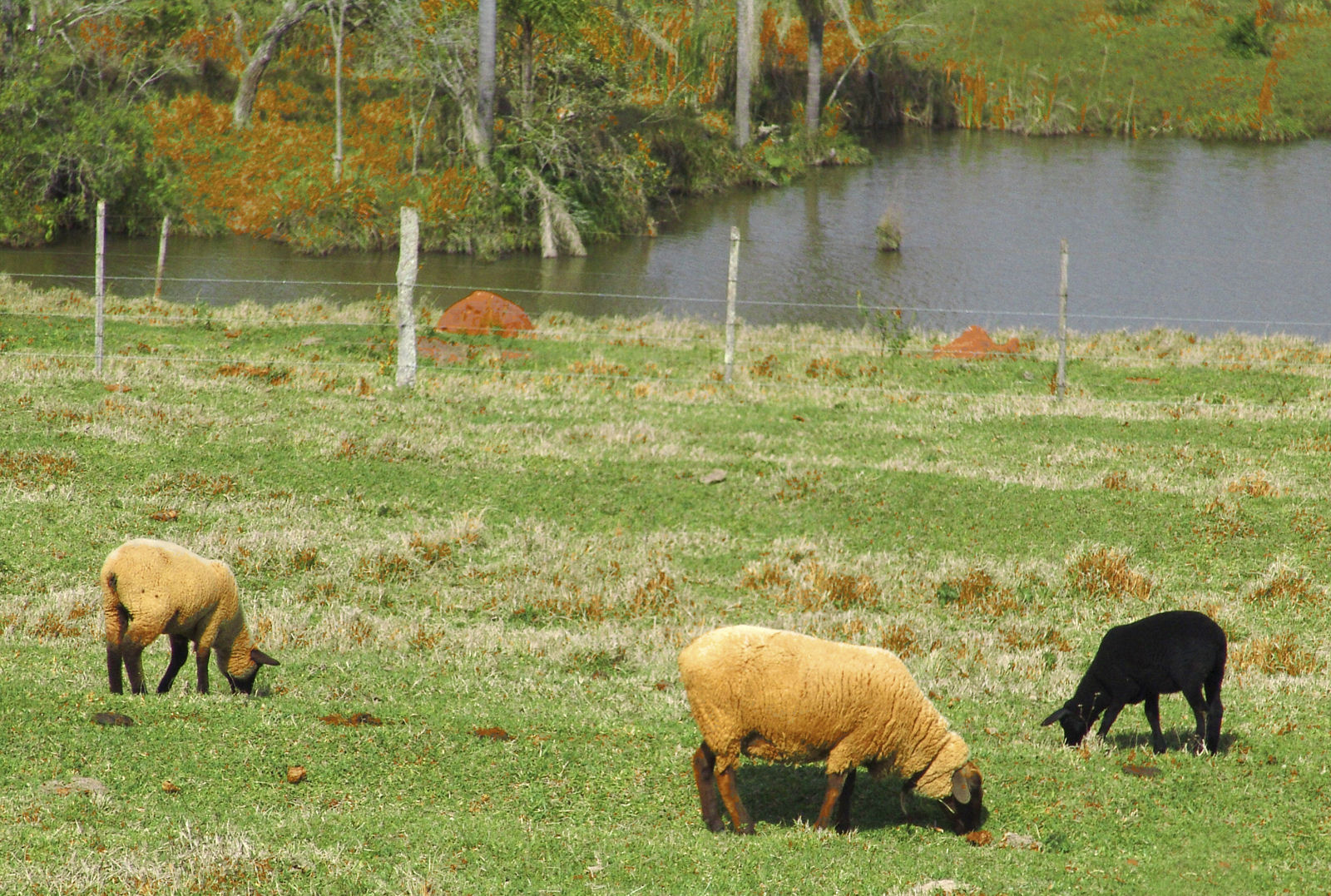
Na Campanha Gaúcha pratica-se a criação de ovinos.

Com uma expansão vertiginosa de sua cultura na década de 1970, a soja se tornou o principal produto agrícola do Rio Grande do Sul. A área de produção se encontra difundida por todo o quadrante noroeste do estado e compreende algumas porções da depressão central e sobretudo do planalto basáltico. O estado é hoje o terceiro maior produtor brasileiro do grão, perdendo apenas para Mato Grosso e Paraná. O trigo, cultivado em condições ecológicas muito diferentes, é plantado quer em zonas de campo, quer em áreas florestais. Nas primeiras, assume o caráter de monocultura extensiva e mecanizada. Nas zonas de floresta surge como pequena lavoura integrada no sistema de rotação de cultura praticado por pequenos lavradores. A principal região produtora é o planalto basáltico, sobretudo sua porção ocidental.
O Rio Grande do Sul é o maior produtor brasileiro de arroz, cultura típica das áreas de menor altitude do estado. É quase sempre uma cultura irrigada e na planície litorânea, em decorrência da pobreza dos solos arenosos, recebe considerável aplicação de adubos químicos. O milho é cultura bastante difundida nas áreas de solos florestais e está comumente associado à criação de suínos, para o qual contribui como ração. A mandioca tem distribuição geográfica semelhante à do milho. Além de utilizada na alimentação da população rural, é empregada como forragem por criadores de suínos e bovinos.
O cultivo do fumo concentra-se na região da encosta inferior da serra Geral, nas zonas dos rios Taquari e Pardo. O estado é o maior produtor brasileiro, mas o cultivo está em constante queda, já que é alvo de políticas de substituição e diversificação de cultura, reflexo da queda no consumo mundial e aumento nas restrições ligadas aos efeitos negativos do hábito de fumar. Outra cultura importante do estado, na qual também é líder nacional em produção, é a da uva, que se concentra na região da alta encosta da serra Geral, nas zonas dos rios Taquari e Caí.
O Rio Grande do Sul destaca-se por sua produção agropecuária. O gado bovino criado na região do planalto destina-se sobretudo à produção de leite, enquanto que o criado no sul do estado, nos grandes estabelecimentos localizados na região da Campanha, ou estâncias, destina-se ao corte. A criação de ovinos concentra-se sobretudo na porção mais meridional da Campanha, enquanto a de suínos, que absorve parte significativa da produção de milho e a mandioca é típica das regiões florestais.
Merecem destaque as pastagens naturais da campanha gaúcha, em sua maioria utilizadas em pastoreio continuado e geralmente em potreiros de grande extensão, de modo a permitir a expansão das atividades pecuárias, de grande repercussão na economia regional.
Atualmente, a agropecuária representa 9,3% do Valor Adicionado Bruto (VAB) gaúcho. Somando-se a atividade agroindustrial, a participação sobe para aproximadamente 30%. Desse montante, 55% vem de municípios com menos de 15 mil habitantes. O Rio Grande do Sul contribui com 12% do VAB da Agropecuária nacional. Dos mais de 440 mil estabelecimentos agropecuários, cerca de 380 mil são de agricultura familiar e quase 40% são menores que 10ha, segundo o Censo Agropecuário de 2006. Os maiores de 500ha são somente 2% dos estabelecimentos, mas ocupam 42,3% da área rural. A agricultura familiar emprega quase 1 milhão de pessoas e gera mais de R$9 bilhões, enquanto que a não familiar emprega pouco menos de 240 mil pessoas e gera R$7,6 bilhões.
O cooperativismo tem grande força na agropecuária gaúcha, por influência dos imigrantes europeus, principalmente na agricultura familiar. Em 2006, quase 160 mil estabelecimentos rurais do Rio Grande do Sul contavam com produtor associado a cooperativas, 29% do total nacional. Tinham sede no estado, em 2010, 217 cooperativas de produção agropecuária e 11 entidades representativas de cooperativas. Cerca de 65% da produção de soja e trigo é direcionada a cooperativas.

## Serviços
Principal componente do PIB gaúcho, o VAB do setor de serviços é de R$224,71 bilhões, representando 6% do VAB de serviços do país e colocando o estado como 4º maior do setor no país. Sendo 58,8% do PIB gaúcho, o VAB de serviços do estado se concentra em Porto Alegre: a arrecadação na cidade representou, em 2015, 22,9% do VAB total. A importância da capital se deve à concentração dos serviços de administração pública, além da influência que exerce sobre os outros municípios como centro metropolitano. Também se destacam as cidades de Caxias do Sul, Canoas, Passo Fundo e Pelotas. A distribuição espacial dos segmentos do setor de serviços é praticamente coincidente com a distribuição da população. Dos quase 200 mil estabelecimentos do setor, 15% estão em Porto Alegre. O maior número de estabelecimentos é de Comércio, seguido por Alojamento e Alimentação, Construção Civil, Saúde, Transporte e Atividades Profissionais, científicas e técnicas, representando, em conjunto, 96,7% do total.
O setor de serviços é responsável por 60,2% dos empregos formais no estado. Em 2017, eram 1,75 milhão de pessoas, principalmente na Administração Pública e no Comércio, que representam 63% do total. Porto Alegre destaca-se com 28,6% dos empregados do setor, seguida por Caxias do Sul, Canoas, Pelotas, Santa Maria, Passo Fundo, Novo Hamburgo, Rio Grande e São Leopoldo que concentram, juntos, 20,2% dos empregados.

## Extrativismo
As reservas de pinheiros do norte do estado, embora já limitadas em face da exploração intensa, constituem uma das principais riquezas vegetais. Os ervais, em apreciável extensão, também proporcionam extração vegetal para atender ao grande consumo regional. Vegetais taníferos, como, por exemplo, a acácia-negra, embora com produção reduzida, incluem-se entre os principais recursos da região.
Entre os produtos minerais do estado destacam-se o cobre e o carvão. O Rio Grande do Sul foi pioneiro no refino de petróleo, com a instalação, em 1932, da Destilaria Sul-Riograndense, em Uruguaiana. Duas refinarias de petróleo e um polo petroquímico, que utiliza matéria-prima da refinaria Alberto Pasqualini, da Petrobrás (Canoas), dão ao estado posição de destaque na petroquímica nacional. Entre as ocorrências minerais conhecidas encontram-se jazidas de carvão mineral, minérios de cobre, chumbo, tungstênio e cristal de rocha.

## Indústria

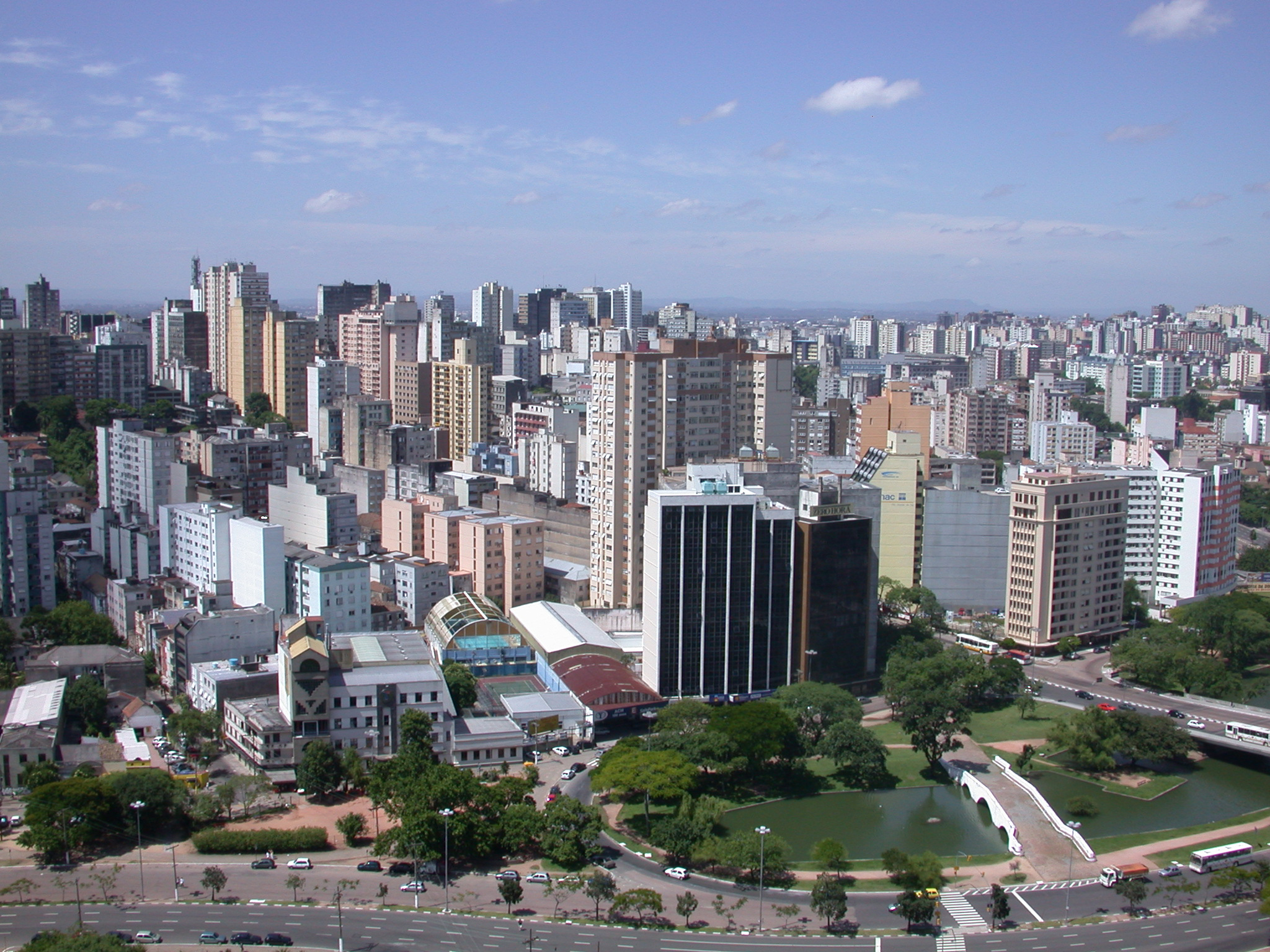
Porto Alegre, capital e um dos maiores polos industriais do estado do Rio Grande do Sul.

O Rio Grande do Sul é um dos estados com maior grau de industrialização no país. O principal gênero de indústria é o de produtos alimentícios, responsável por substancial parcela do valor da produção fabril. Seguem-se a metalurgia e as indústrias mecânica, química, farmacêutica, de vestuário e calçado e de madeira e mobiliário. A indústria representa hoje 23,2% do VAB gaúcho. Com valor, em 2015, de aproximadamente R$77 bilhões, o VAB industrial gaúcho representa 6,67% do nacional, 5º maior do país. A produção é bastante concentrada, principalmente no eixo Porto Alegre-Caxias do Sul. Em 2015, cinco municípios responderam por 34% do VAB industrial gaúcho: Porto Alegre, Caxias do Sul, Canoas, Triunfo e Gravataí.
A área industrial da região de Porto Alegre é a mais desenvolvida do estado. Os principais produtos são carnes frigorificadas, charques, massas alimentícias e óleo de soja. A indústria de calçados e artefatos de couro destaca-se particularmente em Novo Hamburgo, Sapiranga e Campo Bom, e em praticamente todos os outros municípios do Vale dos Sinos. A indústria mecânica e metalúrgica alcançam também considerável expressão, sobretudo em Porto Alegre, Novo Hamburgo, São Leopoldo e Canoas, além de Gravataí, Sapucaia do Sul, Esteio e Sapiranga que possuem grandes empresas do ramo e que também pertencem a Região Metropolitana de Porto Alegre. A esses centros junta-se São Jerônimo, que abriga a usina siderúrgica de Charqueadas.
Outra área industrial é a chamada região de colonização antiga, na qual se integram os municípios de Caxias do Sul, Garibaldi, Bento Gonçalves, Flores da Cunha, Farroupilha e Santa Cruz do Sul. A atividade fabril é marcada pela produção de vinho e beneficiamento de produtos agropastoris, tais como couro, banha, milho, trigo e fumo.
No restante do estado encontram-se diversos centros industriais dispersos, todos ligados ao processamento de matérias-primas agropastoris. Destacam-se nesse grupo Erechim, Passo Fundo, Santa Maria, Santana do Livramento, Rosário do Sul, Pelotas, Rio Grande e Bagé.

## Turismo

Lago Negro na cidade de Gramado.

O Rio Grande do Sul é um estado com vastas opções de turismo. Em 2016, o estado recebeu 1,1 milhão de turistas de fora do país, 17% do total do país, colocando o estado na 3ª posição do país. As praias do litoral norte nas cidade de Capão da Canoa, Tramandaí e Torres são as mais conhecidas no estado, esta última apresentando falésias. São três pedras que ficam na beira do mar, sendo que uma delas avança mar adentro em uma altura de 30 metros. No litoral sul destaca-se a praia do Cassino, em Rio Grande, constante no Guiness Book como a maior praia do mundo. Também destacam-se as praias da Laguna dos Patos, principalmente as praias de São Lourenço do Sul, Tapes e Pelotas (Praia do Laranjal).
As serras atraem milhares de turistas todos os anos, no inverno e verão. As cidades de Gramado e Canela são conhecidas na época de Natal pela decoração das cidades, juntamente com os parques natalinos. No inverno, os turistas visitam essas cidades juntamente com Caxias do Sul, São José dos Ausentes e Cambará do Sul, devido às temperaturas baixas, muitas vezes negativas e com a possibilidade de queda de neve, para a felicidade dos turistas.
Nas mesmas se encontram os cânions de Itaimbezinho e da Fortaleza, os quais são dos maiores do Brasil. Em Gramado acontece o Festival de Cinema. Na conhecida como "Pequena Itália", em que se localizam as cidades de Caxias do Sul, Bento Gonçalves e Garibaldi, pode-se encontrar as melhores vinícolas do Brasil. Ainda a oeste, se encontram as Missões Jesuíticas, nas cidade de São Miguel das Missões e arredores.
Embora com menor destaque turístico, a região de Pelotas, reconhecida por ser o município brasileiro do doce e por possuir grandes monumentos e prédios tradicionais e seculares, vem alcançando destaque com a festa anual denominada Fenadoce.
Outro destaque do turismo rio-grandense é a Oktoberfest, uma festa de cultura alemã, realizada em várias cidades gaúchas, e a Festa da Uva, realizada de 2 em 2 anos pela cidade de Caxias do Sul.
- Vale dos Vinhedos

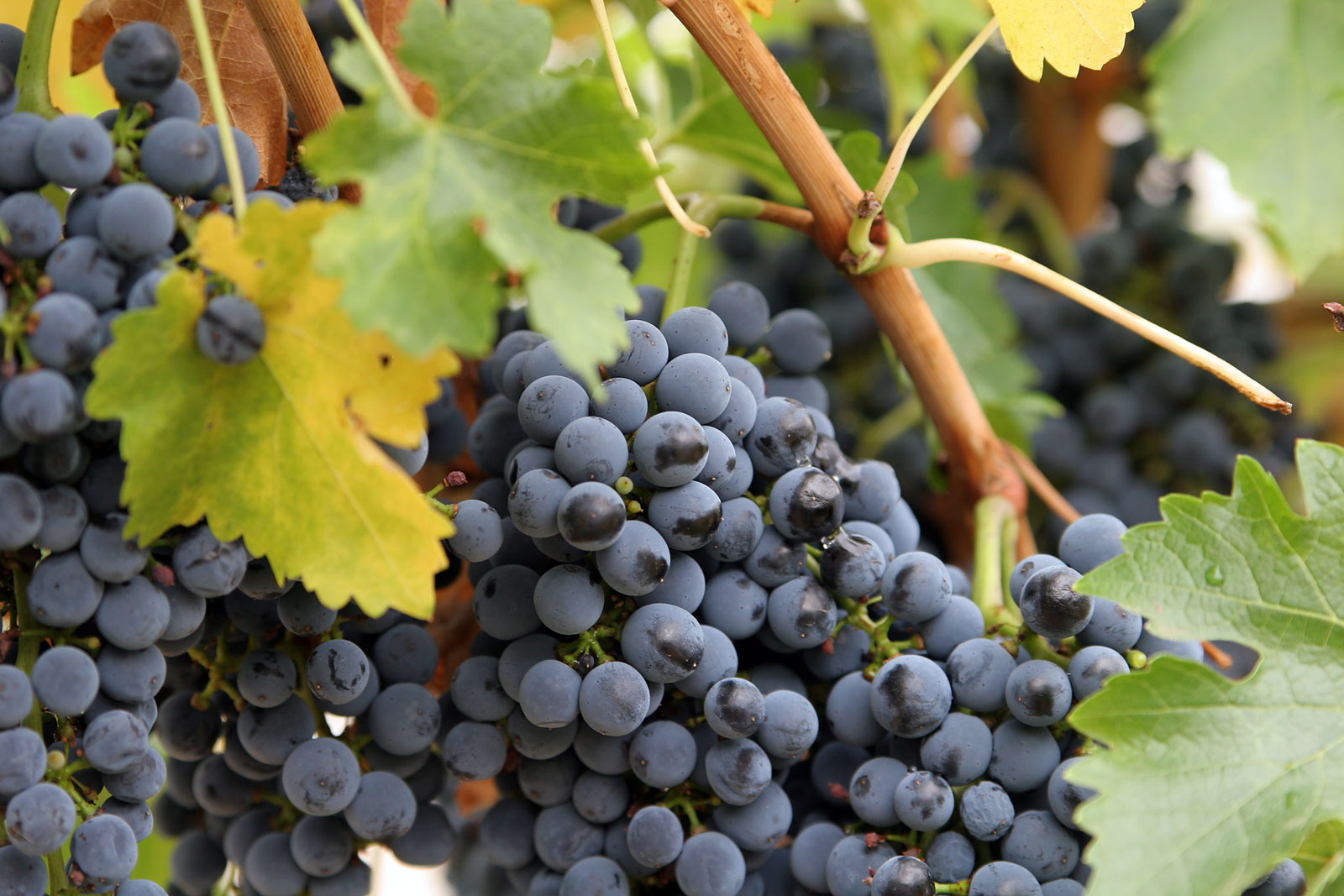
A Serra Gaúcha é a maior produtora de vinhos do Brasil.

Na serras do estado (Bento Gonçalves e Garibaldi), se localizam a maior concentração de produtores de vinho do país. Mais ao sul, na região da Campanha, está situada a segunda mais importante área produtora. As vinícolas gaúchas são premiadas internacionalmente, em razão da alta qualidade de seus vinhos e espumantes.
O estado é privilegiado pela sua condição geo-climática, estando situado no início da faixa entre os paralelos 30° e 50°, considerada ideal para a produção de uva vinífera. Isso lhe permite a produção de cepas nobres de uvas europeias, como Merlot, Chardonnay e Cabernet Sauvignon, entre outras.
A uva e o vinho gaúchos são produzidos sob as melhores técnicas disponíveis e condições tecnológicas avançadas, a exemplo das melhores regiões vinícolas da Europa.
- Litoral

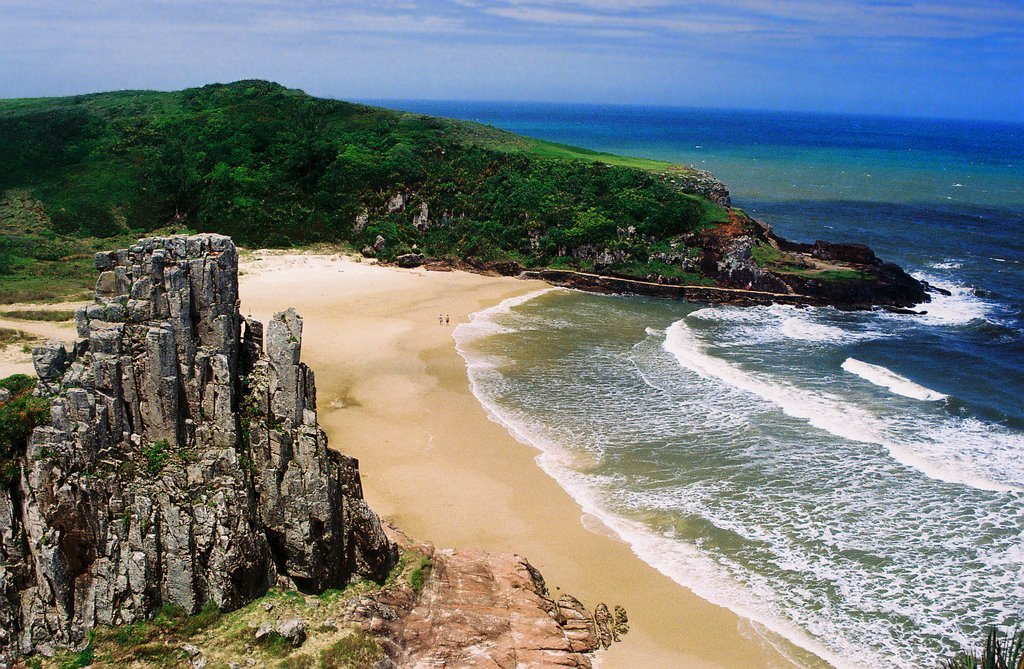
Torres.

Ao Norte, o litoral do estado nasce em uma pequena faixa entre o mar e a serra, onde se encontra o maior cordão de lagos da América Latina. São cerca de 50 lagos, que se ligam através de rios e canais. No sul, encontra-se o maior complexo lacustre do mundo, constituído pela Lagoa dos Patos e Lagoa Mirim, as duas maiores do Brasil. Nesse ponto, passa a ser acompanhado por áreas de reservas naturais de preservação que vão até o extremo sul do Brasil, no município de Chuí.
A costa é retilínea, com cerca de 622 km de extensão, constituindo uma das mais extensas e contínuas praias arenosas do mundo, na qual o visitante encontra rios, praias de água doce, mar aberto, dunas móveis e fixas, com mais de 10 metros de altura, lagos e serras, um complexo único e de rara beleza.
- Termas

No município de Nova Prata, em meio à mata nativa, há um parque temático com fontes que jorram águas termais numa temperatura de 41 °C, e que possuem excelentes propriedades medicinais e terapêuticas.
Iraí é conhecida como "cidade saúde" devido às suas fontes de águas minerais. No Balneário Osvaldo Cruz, a água jorra de uma fenda rochosa com vazão de 3,8 litros por segundo e possui temperatura de 36,5 °C.